# Monomorium hospitum
Monomorium hospitum é uma espécie de insecto da família Formicidae.
É endémica de Singapura.